# Francisco Fernández-Santos
Francisco Fernández-Santos (Los Cerralbos, Toledo, 1928-París, 2025)[cita requerida] fue un escritor y filósofo español, hermano del crítico y guionista de cine Ángel Fernández-Santos.

## Biografía
Hijo de un maestro, cursó estudios de Derecho en Madrid, pero muy pronto abandonó las tareas jurídicas por el periodismo y la literatura. Fue redactor-jefe de la revista Índice de Artes y Letras entre julio de 1957 y 1959 y, desde este último año, vivió en París, relacionándose con el editor anarquista José Martínez y ayudándole a sacar la revista Cuadernos del Ruedo Ibérico, e hizo amistad con el escritor Max Aub. En 1962 y 1963 polemizó contra la pretendida africanización de España pregonada por Juan Goytisolo, defendiendo su europeísmo, y en 1965 criticó a Julián Marías por haber excluido de su Diccionario de literatura española (edición de 1964) a autores marxistas como Juan Goytisolo, Ramón Tamames, Manuel Tuñón de Lara, Manuel Sacristán, Jaime Gil de Biedma, Alfonso Sastre, Luis Martín Santos y muchos otros. En febrero de 1967 viajó a La Habana invitado por la Casa de las Américas para ver in situ la revolución cubana.
Ha publicado ensayos sobre filosofía de la Historia y del Arte y Política. Desde presupuestos trotskistas, critica radicalmente el Capitalismo y el llamado «Socialismo real». Ha publicado en Cuadernos del Ruedo Ibérico artículos sobre filosofía del Marxismo y en la revista madrileña Claves de Razón Práctica ensayos en que cuestiona el Nihilismo y el antihumanismo de una sociedad que abusa de la Tecnología. Como narrador ha publicado los libros de relatos La cara del ángel (1999) y Talita (2009).

## Obras

### Ensayo
- El hombre y su historia (1961)
- Historia y filosofía: ensayos de dialéctic (1966)
- Cuba: Una Revolución en Marcha, París: Colombes & Ediciones Ruedo Ibérico, 1977.
- Un Dios con prótesis: la ultratecnología contra el hombre (2011)

### Narrativa
- La cara del ángel (1999)
- Talita (2009).
- La rebelión del presbítero Morell, Madrid: Huerga y Fierro, 2012.
- Azulejo (Autobiografía, 2012)